# Xysticus semicarinatus
Xysticus semicarinatus is een spinnensoort uit de familie van de krabspinnen (Thomisidae).
De wetenschappelijke naam van de soort werd in 1932 gepubliceerd door Eugène Simon.